# Conca della Campania
Conca della Campania (Cónga in campano) è un comune italiano di 1 140 abitanti della provincia di Caserta in Campania.

## Geografia fisica

### Territorio
Situato sul versante nordorientale del vulcano spento di Roccamonfina su una dorsale collinare incisa dal torrente Maltempo, affluente del Volturno, a 420 metri d'altitudine.

### Clima
Benché il litorale sia a soli 22 km, Conca della Campania non riceve influenza mitigatrice del mare a causa del rilievo del vulcano di Roccamonfina alto ben 1005 metri. Questo rende il clima prettamente continentale con estati molto calde e afose alternate ad inverni rigidi. Tra il dì e la notte si registrano forti escursioni termiche, talvolta di 15°/17 °C. Essendo la brezza marina assente si possono raggiungere i 40 °C. D'inverno non è raro scendere a -8°/-10 °C, specialmente in condizioni di freddo intenso generalizzato. Le precipitazioni sono abbondanti, cadono in media 1100 mm l'anno. Frequenti i temporali in primavera e in estate. La neve cade mediamente una o due volte l'anno, solitamente abbondantissima, e può perdurare al suolo diversi giorni. Nel marzo 1998 cadde un metro di neve in meno di 24 ore. La zona è inoltre soggetta, durante il periodo invernale, a raffiche di tramontana impetuose che superano i 100 km/h.

## Storia

### Stragi naziste
Fra il 1º ed il 4 novembre 1943 Conca e le sue frazione di Orchi, Cave, Catailli e Piantoli furono teatro della terza strage nazista per numero di vittime in Campania dopo Acerra e Bellona. In totale 39 civili fra i quali donne, bambini, adolescenti ed anziani furono uccisi dopo una indiscriminata caccia all'uomo. L'immediata, feroce rappresaglia scattò ad opera della famigerata divisione Herman Goering di stanza nella vicina Roccamonfina a seguito dell'uccisione di un soldato tedesco avvenuta nella frazione Orchi all'alba del 1º novembre ad opera dell'ufficiale italiano Umberto Boaracchini che, travestito da frate mendicante, svolgeva compiti di intelligence ed esplorazione per l'esercito degli Stati Uniti e di due cittadini del posto.

### Simboli
Lo stemma è stato riconosciuto con DCG del 9 settembre 1939.
Lo stemma è inquartato d'azzurro e di rosso, ogni quarto caricato di una torre: quelle in campo azzurro con la porta chiusa  a rappresentare il Castrum Conchae che i Longobardi di Capua tentarono di prendere nel 1049 senza riuscirci; quelle in campo azzurro hanno la porta aperta per ricordare il Castrum Pilanum conquistato nell'881 dal conte di Capua Pandonolfo.
Il gonfalone è un drappo di rosso.

## Monumenti e luoghi d'interesse
Monumenti di importante pregio sono il Castello, La Collegiata e il Santuario.
Il Castello, molto rimaneggiato, edificato intorno al X secolo d.C. Caratterizzato da torri quadrate, da un portale rinascimentale, l'androne, e un ciclo di affreschi; la cappella è decorata con le immagini dei Santi Vincenzo e Domenico. Sull'altare maggiore è conservata una statua della Madonna della Libera in cedro del Libano.
Un altro monumento è la Collegiata di San Pietro, della metà del XV secolo, di cui si parla in una bolla di Papa Sisto IV del 1474 e che custodisce un trittico ligneo del XVI sec.
Infine il Santuario di Santa Maria della Libera, che nel 1843 venne unito, con bolla del vescovo Ursino, alla Collegiata di San Pietro, con tutte le relative rendite.
Il Palazzo Galdieri Bartoli: Costruito con tipologie architettoniche ispirate alla Reggia di Caserta, il palazzo si ergeva al centro di Conca e contava circa 400 stanze. Nell'edificio, che costituiva una risorsa economica per il paese, vi erano quadri, affreschi e sculture di scuola napoletana del tardo Ottocento. Fu fatto crollare dalle truppe tedesche nell'ottobre 1943 prima della ritirata, come la Villa Del Monte, distrutta dai nazisti anche se vi erano ancora tenute prigioniere cinque persone.

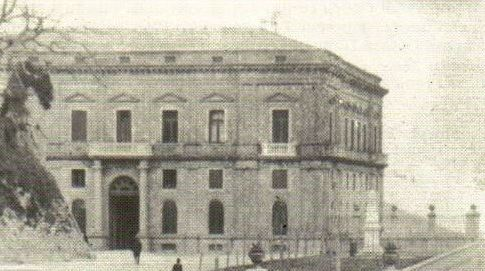
Palazzo Galdieri Bartoli
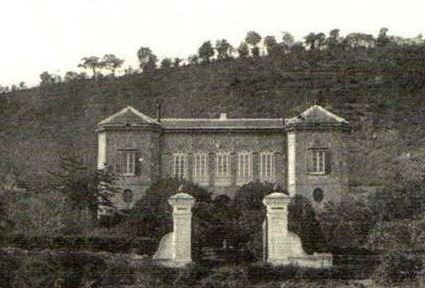
Villa Del Monte

## Società

### Evoluzione demografica
Abitanti censiti

### Etnie e minoranze straniere
Secondo i dati ISTAT al 1º gennaio 2022 la popolazione straniera residente era di 44 persone e rappresentava il 3.8% della popolazione residente nel territorio del comune. Le nazionalità maggiormente rappresentate in base alla loro percentuale sul totale della popolazione residente erano:
- Romania 20
- Albania 11
- Ucraina 3
- India 3
- Afghanistan 2

## Amministrazione

Gonfalone comunale